# 蔚山飛行場 (初代)
蔚山飛行場（うるさんひこうじょう、朝: 울산비행장）は、日本統治時代の朝鮮において、慶尚南道蔚山郡蔚山邑三山里（現在の大韓民国蔚山広域市南区三山洞）に建設された飛行場である。

## 歴史
昭和初期、日本は日本本土と当時日本の統治下にあった朝鮮、中国大陸とを結ぶ定期航空路線の開設を企図し、飛行場や関係施設の確保を進めていた。朝鮮では京城の汝矣島が飛行場として整備されたほか、東海岸の蔚山でも1928年（昭和3年）より用地買収が進められ、太和江南岸の水田地帯に南北600mの滑走路が作られ、のちに東西方向にも600m拡張された。輸送需要を考慮すると、この地域の飛行場は釜山に設けるのが適切であったが、釜山は要塞地帯（釜山要塞）に指定されていることから民間の飛行場を設けることができず、海岸にあり、釜山からも近い蔚山が選ばれた。
1929年（昭和4年）4月1日、日本航空輸送が運航する第一便が大連の周水子から蔚山に到着した。日本航空輸送はのちに福岡-蔚山間の渡洋区間を加え、東京と大連を結ぶ路線として運航するようになり、蔚山飛行場は同路線の中間帰着地として機能した。1930年（昭和5年）7月には蔚山航空無線局も設置された。1935年（昭和10年）には蔚山橋が改築され、飛行場への交通条件が改善された。
しかし機材の大型化が進むと蔚山飛行場の施設では対応できなくなり、1937年（昭和12年）に大邱飛行場が開設されると慶尚道の飛行場としては大邱が用いられるようになった。地元住民は大邱への機能移転に反対したが容れられることはなく、蔚山飛行場は1938年（昭和13年）9月30日を以て定期便の寄港が中止となり不時着場の位置付けとなった。後に日本陸軍が入り、練習機用の飛行場として活用した。
朝鮮戦争時にはアメリカ合衆国軍が非常用滑走路に指定していた。戦後も大韓民国国防部が有事に備えて用地の一部を確保していたが、蔚山の都市化の進展とともに、1980年代までに全ての用地が払い下げられ、飛行場のあった場所は南区庁舎や住宅地になっている。なお、1970年に開港した現在の蔚山空港は北区に所在し、本飛行場とは別の場所に位置している。

## 事件・事故
- 1935年（昭和10年）10月19日、蔚山飛行場には12時10分到着の予定であった大連線旅客機（乗員2名、乗客1名）が機関故障により蔚山沖海上に不時着、漂流しているところを発見された。蔚山飛行場から救助が出され、乗客・乗員は全員救助された[7]。
- 1936年（昭和11年）10月10日、朝鮮の飛行隊巡視のため11名を乗せて太刀洗から平壌に向かっていた日本陸軍のダグラス機が、発動機の故障のため、蔚山飛行場外の水田に不時着した。機体は大破した。